# Миши лемур на Гудман
Мишият лемур на Гудман (Microcebus lehilahytsara) е вид бозайник от семейство Лемури джуджета (Cheirogaleidae). Видът е световно застрашен, със статут Уязвим.

## Разпространение
Разпространен е в Мадагаскар.